# ビュザンティオン包囲戦 (紀元前478年)
ビュザンティオン包囲戦（ビュザンティオンほういせん、英：siege of Byzantium）はペルシア戦争でのギリシア側の反撃において、紀元前478年に起きた包囲戦である。この戦いでアケメネス朝ペルシアはビュザンティオンを、ひいてはトラキアの支配権を失った。
スパルタの将軍パウサニアスはペロポネソス同盟からの20隻、デロス同盟からの30隻の艦隊を率いてキュプロスを攻め、次いでビュザンティオンを包囲し、陥落させた。しかし、パウサニアスは乱暴な振る舞いをした。このために同盟諸国はアテナイに組し、また戦いの後にパウサニアスは戦いで捕えたペルシア王クセルクセス1世の親族を脱獄したと見せかけて密かに送り返し、それと同時にペルシア王にクセルクセスの娘を娶ってクセルクセスと婚姻関係を結びたいと申し出、そうすればギリシアをペルシアの支配下に置くという内容の書状を送った。これらの事情が発覚したため、パウサニアスはスパルタで裁判を受けた。彼は無罪となったものの、司令官から解任された。

## 註
1. ↑  トゥキュディデス, I. 94
2. ↑  ibid, I. 128
3. ↑  コルネリウス・ネポス, 『英雄伝』, 「パウサニアス」, 2
4. ↑  トゥキュディデス, I. 95